# Diario de la Marina
Diario de la Marina était un journal cubain conservateur, surnommé « El decano de la presse cubaine », le doyen de la presse cubaine. Il prend tour à tour position en faveur de l'esclavage, contre José Marti et les nationalistes cubains et en soutien aux régimes fascistes européens[réf. nécessaire].

## Historia
Le Diario de la Marina a été publié pour la première fois le 16 septembre 1832 sous le nom de "El Noticioso y Lucero" (produit de la fusion du quotidien El Noticioso, fondé le 12 décembre 1813, et Lucero , fondé en 1830) par Nicolás Rivero. Il adopte le nom Diario de la Marina le 1er avril 1844. Il est resté en circulation quotidienne dans l'île pendant  plus de cent ans, c’est pourquoi on l'appelait "doyen de la presse cubaine". " Il était considéré comme l’un des journaux les plus influents de la République entre 1902 et 1959.

### Directeurs de la publication
- Bouzas (1816-1861)
- Don Isidoro Araujo Lira (?)
- Don Dionisio Alcalá Galeano
- Jose Ruiz de Leon
- Don Fernando Fragoso
- Luciano Pérez Acevedo
- Don Nicolas Rivero Muñiz
- Jose Ignacio Alonso Rivero (Pépin)
- José Ignacio Rivero (Gherkin)

L'un des membres fondateurs était l'éleveur Leopoldo Gonzalez Carvajal et Zaldúa, marquis de Pinar del Río. Au XIXe siècle, le journal fait paraitre des annonces au sujet de ventes d'esclaves.
Aux alentours des années 1920, el Diario a commencé à publier un supplément littéraire considéré comme le plus important du pays. Il était dirigé par José Antonio Fernández de Castro. Ces belles feuilles ont été les porte-paroles du Modernisme à Cuba. Les textes de ces éminents auteurs — de l’île et d’ailleurs — ont été publiés tout au long du XXe siècle.
À en croire à ses détracteurs pendant la période prérévolutionnaire, le journal soutenait Fulgencio Batista et publiait fréquemment des fausses informations sur les insurgés ; mais en vérité, le journal a toujours représenté les intérêts économiques de la puissante colonie espagnole à Cuba en sursis après l’indépendance en 1902. L’intervention puis la nationalisation de leurs propriétés par Fidel Castro, ajouté à l’exil qui s’est ensuivi de ses directeurs et auteurs, a précipité sa fin.
Au même titre que d’autres publications privées il a disparu après 1959. Son dernier numéro a été publié en mai 1960 après un enterrement symbolique à La Havane. Plus tard, il tente sans grand succès s’implanter à Miami en tant qu'hebdomadaire, mais après l'échec de la Baie des Cochons il s’est définitivement éteint. L'immeuble du journal est aujourd'hui le siège du Tribunal de Justice havanais.